# Pino Zaccheria
Pino Zaccheria (Foggia, 28 agosto 1918 – Tirana, 4 aprile 1941) è stato un cestista italiano, pioniere della pallacanestro foggiana.
Sottotenente, perse la vita in combattimento a Tirana durante la  campagna italiana di Grecia, sul fronte greco-albanese.
A lui è stato dedicato nel 1946, lo Stadio Comunale di Foggia, già "Stadio del Littorio", la cui inaugurazione risale al 22 novembre 1925.